# Trélou-sur-Marne
Trélou-sur-Marne é uma comuna francesa na região administrativa de Altos da França, no departamento de Aisne. Estende-se por uma área de 20,35 km². Em 2010 a comuna tinha 967 habitantes (densidade: 47,5 hab./km²).